# Elena Steinemann
Elena Steinemann (ur. 8 grudnia 1994) – szwajcarska siatkarka grająca jako przyjmująca. Obecnie występuje w drużynie VC Kanti Schaffhausen.